# مارتينو بورغيسي
مارتينو بورغيسي (بالإيطالية: Martino Borghese)‏ (5 يونيو 1987 ببازل في سويسرا - ) هو لاعب كرة قدم إيطالي في مركز الدفاع. لعب مع نادي باري ونادي برو فيرتشيلي ونادي بيسكارا ونادي جنوى ونادي سبيزيا ونادي فاريسي ونادي كومو ونادي لوغانو ونادي ليفورنو وPolisportiva Alghero ‏ ونادي غوبيو وفيتربيسي 1908.

## وصلات خارجية
- مارتينو بورغيسي على موقع قاعدة بيانات كرة القدم.إي يو (الإنجليزية)
- مارتينو بورغيسي على موقع Soccerway.com (الإنجليزية)
- مارتينو بورغيسي على موقع عالم كرة القدم.نت (الإنجليزية)